# Кокарди и инсигнии на ВМОРО, ВМОК и ВМРО
Кокардите и инсигниите на ВМОРО, ВМОК и ВМРО са част от облеклото на четниците и войводите на организациите. До въстановяването на ВМРО през 1919 година четите не носят унифицирано облекло с инсигнии, но Тодор Александров променя това положение.
Калпаците с кокардите на тях са най-традиционното облекло от периода на освобождението на България, използвани от българските опълченци и доброволци във войните и въстанията. Сред кокардите най-разпространени са тези с лъвчета, православен кръст и надпис „Свобода или смърть“.  

## ВМОРО
След създаването на четническия институт на ВМОРО през 1897 година част от организационните чети биват въоръжени и облечени по образец. Тогава за пръв път е създаден и правилник за четите. Масово се използват българските военни калпаци с подобен на държавния български герб и девиз „Съединението прави силата“. Изпращаните във вътрешността на Македония от пограничните организационни пунктове в България често имат еднакво облекло, докато четите действащи във вътрешността често са разнородни по тип облекло - военно, четническо, трофейно и в народни носии.
- Четниците на Лука Иванов предимно с български калпаци
- Четите на Йордан Спасов (белите) и Петър Юруков (черните)
- Четата на Методи Стойчев в разнородно облекло

## ВМОК
След създаването на организацията в 1895 година и първите ѝ действия като Четническата акция става ясно силното влияние на Българската армия в нея. Голяма част от въоръжението и облеклото са взети директно от българските казарми. За разлика от четите на ВМОРО, тези на ВМОК са в значителна степен сходно облечени в униформи. Въпреки това и тук не липсват разнообразие откъм кокардите на калпаците им.
- Кокарда „1-и войвода“
- Кокарда от две части
- Кокарда „Свобода или смърть“
- Кокарда „Свобода“

## ВМРО
Към 1925 година околийските чети са екипирани с всичко най-необходимо – пушки манлихери, компас, цианкалий и термометри. Обикновено четниците са въоръжени с къси карабини, пистолет, бомби, патрондаш. Облечени са в специална комитска униформа - кожена шапка с форма “Хан Аспарух” с куршумче в средата, извито назад, палто и панталони, наподобяващи войнишките, кожен силях, гуна (пелерина), вълнена наметка, която служи за завивка. На краката – калцуни, обвити с гайтан. Обути са с цървули. С окръжно № 360 от 10 февруари 1923 година ЦК на ВМРО прилага „Временна таблица за наградите и помощите, които се дават на заслужили организационни работници и съмишленици на освободителното дело“. По същото време е разпространен и „Правилник за наградените с организационни сначки и кокарди с червено емайлено знаме“.
- Значка „Свобода или смърть За заслуга към поробената родина Македония“ (емисия 1923 година[3])
- Кокарда „Свобода или смърть За Независима Македония“ (емисия 1923 година[4])
- Шапка, тип „Хан Аспарух“,[1] или „крумка“, част от новите униформи на четите, въведени от Тодор Александров
- Кръгла кокарда В.М.Р.О. (емисия от 1919 година[3])
- Сребрена елипсовидна значка В.М.Р.О. с размери 40x35 mm (емисия от 1919 година[5])

## Неизползвана литература
- Николов, Борис. Отличителни и наградни знаци на ВМРО //  Военноисторически сборник (4).   МНО - Генерален щаб, 1986.